# Rohrbrunner Forst
Rohrbrunner Forst är ett kommunfritt område i Landkreis Aschaffenburg i Regierungsbezirk Unterfranken i förbundslandet Bayern i Tyskland.